# 타이토 H 시스템
타이토 H 시스템은 1988년 타이토가 개발한 아케이드 게임 기판이다.

## 사양
- 주 CPU : MC68000  12MHz
- 사운드 CPU : Z80  4MHz
- 사운드 칩 : YM2610
- 해상도 : 320*240, 512*400 (사이버리온에서 사용)
- 하드웨어 기능 : 스프라이트 확대, 축소

## 게임
- 다이너마이트 리그 (Dynamite League)（1989）
- 레코드브레이커 (Recordbreaker) / Go For The Gold （1988）
- 사이버리온 (Syvalion)（1988）